# Gerard Johannes de Groot
Gerard Johannes de Groot (Rotterdam, 5 februari 1882 - Den Haag, 16 mei 1950), bioloog en reserve-kolonel, was tijdens de Duitse aanval op Nederland in 1940 betrokken bij de Slag om Den Haag als Commandant Westfront van de Vesting Holland.

## Biografie

### Civiele loopbaan
Gerard de Groot studeerde in 1900 af aan de Universiteit Leiden in de wiskunde en natuurkunde. Van 1902 tot 1906 werkte hij als 2e biologisch assistent bij de wetenschappelijke staf van de Internationale Raad voor het Onderzoek van de Zee (ICES). Omdat hij geen zekerheid van een vaste aanstelling kreeg en tevens een proefschift wilde schrijven, vertrok hij naar een baan in het onderwijs. In 1907 promoveerde hij aan zijn alma mater tot doctor in de Plantkunde en Dierkunde, met als proefschrift “Aanteekeningen over de ontwikkeling van Scoloplos armiger”. Hij werkte als leraar in de plant- en dierkunde op middelbare scholen in Den Haag en tussen 1908 en 1923 tevens als privaatdocent aan de Universiteit Leiden. De Groot gaf in 1919 voor Maatschappij voor Natuurkunde “Diligentia” in Den Haag, waar hij lid van was, een voordracht met als titel “Fabre en zijn onderzoekingen over het leven der insecten” en in 1920 een voordracht met als titel “De zintuigen in het dierenrijk”. Daarnaast schreef De Groot aan het eind van de jaren twintig en begin jaren dertig van de twintigste eeuw verslagen van natuurkundige voordrachten door andere wetenschappers voor enkele jaarboeken van Diligentia.

### Militaire loopbaan
De Groot werd bij de mobilisatie van 1914 onder de wapenen geroepen waarna hij diende als 1ste reserve-luitenant bij de Infanterie van de Koninklijke Landmacht. In 1917 werd De Groot bevorderd tot reserve-kapitein in het 15de Regiment Infanterie. Na de Eerste Wereldoorlog bleef De Groot actief in het leger. Als reservist zal hij regelmatig deel hebben genomen aan militaire oefeningen, waardoor hij verder in rang steeg. In 1938 werd De Groot bevorderd tot zijn hoogste behaalde rang; reserve-kolonel bij de Staf van het Wapen der Infanterie. In mei 1940 was De Groot als gemobiliseerd reservist betrokken bij de Slag om Den Haag als Commandant Westfront van de Vesting Holland, als direct ondergeschikte van reserve-luitenant-generaal Jan van Andel. De Groot voerde het bevel over onder meer de Groepen Alkmaar, Haarlem, Leiden, ’s-Gravenhage en de Posities IJmuiden en Hoek van Holland. Zijn stafkwartier bevond zich te Leiden.
Rangen
- 1914: 1ste reserve-luitenant
- 1917: reserve-kapitein
- 1934: reserve-majoor[10]
- 1938: reserve-kolonel

## Onderscheidingen
De Groot zou voor zijn inzet als reservist worden benoemd tot officier in de Orde van Oranje-Nassau met de zwaarden (1938). Daarnaast ontving hij in 1946 de gouden medaille van de Gemeente Den Haag ter gelegenheid van zijn veertigjarig dienstverband.

## Publicaties
- 1907: “Aanteekeningen over de ontwikkeling van Scoloplos armiger”, Proefschrift van G.J. de Groot, [13]
- 1909: “Schetsen uit Napels en Omgeving”, in: De Aarde en haar Volken, Uitgeverijen Kruseman & Tjeenk Willink, 1909[14]
- 1920: “De zintuigen in het dierenrijk”, cursus biologie, zes delen, Den Haag 1920[15]
- 1925: “Ons organisme, Leerboek ten dienste van Gymnasia, Hoogere Burgerscholen, Kweekscholen voor Onderwijzers en Normaallessen”, (co-auteur M.J. de Jongh)[16]

## Naamgenoot
Gerard Johannes de Groot kan worden verward met zijn naamgenoot dr. Gerard Johannes de Groot Jr., in 1912 geboren te Den Helder, waarvan geen onderlinge verwantschap bekend is, die in 1938 aan de Universiteit Utrecht promoveerde in de wiskunde en natuurkunde. De Groot Jr. was tijdens de Tweede Wereldoorlog actief als reserve 1ste luitenant bij het VIII Infanterie Bataljon van het KNIL en kwam om het leven in 1944 tijdens een krijgsgevangenen-transport in Nederlands-Indië.